# Traslitterazione dell'armeno
I sistemi di traslitterazione dell'armeno consentono di trascrivere le lettere dell'alfabeto armeno in lettere latine (romanizzazione).

## Sistemi di traslitterazione

### Hübschmann-Meillet (1913)
La traslitterazione di Hübschmann-Meillet è normalmente usata per la letteratura armena classica.
Usa un punto sovrascritto per indicare le aspirate, ṫ, cḣ, č̇, ṗ, k̇ ma l'uso di tale segno è sempre stato complicato, soprattutto con la macchina per scrivere e poi con le tastiere dei computer. In alcuni documenti è stato sostituito dal carattere accento grave ` (U+0060) oppure dall'apostrofo ' (U+0027) o anche il mezzo circolo sinistro ʿ (U+02BF).

### BGN/PCGN (1981)
Lo standard BGN (Board on Geographic Names degli USA)/PCGN (Permanent Committee on Geographical Names del Regno Unito) adotta un singolo apice per indicare le aspirate, t', ch', ts', p', k’, perdendo un po' il significato originale di spirito aspro.
Alcune lettere armene hanno diverse traslitterazioni, a seconda del contesto:
- la vocale armena Ե/ե si traslittera con ye all'inizio di parola o dopo le vocali Է/է, Ը/ը, Ի/ի, Ո/ո, ՈՒ/ու e Օ/օ; in tutti gli altri casi si traslittera con e;
- la vocale armena Ո/ո si traslittera con vo all'inizio di parola; in tutti gli altri casi si traslittera con o;
- il digramma armeno ԵՒ/եւ(և) si traslittera con yev all'inizio di parola, isolata o dopo le vocali Ե/ե, Է/է, Ը/ը, Ի/ի, Ո/ո, ՈՒ/ու e Օ/օ; in tutti gli altri casi si traslittera con ev.

### ISO 9985 (1996)
L'ISO 9985 è lo standard internazionale per la traslitterazione dell'alfabeto armeno moderno. Come nello standard BGN/PCGN, il singolo apice è utilizzato per indicare le aspirate.
Lo standard è reversibile, in quanto evita l'uso di digrammi ed è un ritorno parziale al sistema di  Hübschmann-Meillet. Ad esempio, una differenza è la č, indicante չ che in Hübschmann-Meillet invece indica la ճ.
Questo sistema è raccomandato per la trascrizione internazionale di testi armeni ed è la base della traslitterazione dei nomi (topografici e di persona) armeni, poiché si avvicina molto allo standard ISO/IEC 8859-2 usato per codificare gli alfabeti dell'Europa centrale.

### ALA-LC (1997)
Lo standard ALA (American Library Association)-LC (Library of Congress) è ampiamente compatibile con quello BGN/PCGN ma ritorna all'indicazione delle aspirate con il singolo apice (o anche il semicircolo sinistroʿ U+02BF).
In questo standard si distingue la traslitterazione dell'armeno orientale da quella dell'armeno occidentale per meglio aderire alla pronuncia: in armeno orientale: b, g, d, dz e ch.
in armeno occidentale: p, k, t, ts e j.
Ad ogni modo e per rendere la traslitterazione meno ambigua e reversibile,
- un apice singolo è inserito tra due lettere separate che altrimenti verrebbero interpretate come digramma (in rosso nella tabella sottostante); nessun prime è presente in mezzo ai digrammi zh, kh, ts, dz, gh e ch che rappresentano una singola lettera armena;
- con l'ortografia armena classica, la vocale normalmente rappresentata da e sarà rappresentata  da y, quando si trova all'inizio di un nome ed è seguita da un'altra vocale; questa complicazione è scomparsa nell'armeno moderno in seguito alla riforma ortografica;
- con l'ortografia armena classica, la vocale normalmente rappresentata da y sarà rappresentata  da h, quando si trova all'inizio di una parola o una radice di una parola composto; questa complicazione è scomparsa nell'armeno moderno in seguito alla riforma ortografica.

### ASCII puro
Spesso nei siti web viene utilizzata una traslitterazione non standard, quindi deprecabile, dovuta al fatto di utilizzare le tastiere dei computer, basate solitamente sui soli caratteri ASCII.
Tipicamente per le lettere Ժ/ժ, Ձ/ձ, Ղ/ղ, Ճ/ճ, Շ/շ, Ո/ո, Չ/չ, Ռ/ռ si usano rispettivamente i digrammi: zh, dz, gh, tw, sh, vo, ch, rr per l'armeno classico e quello orientale; zh, dz, tz, gh, j, sh, vo, ch, rr per quello occidentale.
Le aspirate si indicano generalmente aggiungendo un apice che però si confonde con altri utilizzi.

## Tavola di traslitterazione
Alcune lettere armene hanno una pronuncia diversa tra l'armeno orientale e quello occidentale e la traslitterazione riflette questa differenza. Ciò è evidenziato nella tabella che segue tramite le diverse colorazioni: su sfondo verde la versione armeno orientale, su sfondo verde la versione occidentale, su sfondo bianco le invarianti.
Inoltre esistono lettere traslitterate in modo diverso a seconda del contesto e sono indicate su sfondo rosso.
| lettere armene                                         | maiuscolo          | Ա    | Բ    | Գ    | Դ     | Ե     | Զ    | Է    | Ը    | Թ    | Ժ    | Ի    | Լ    | Խ    | Ծ    | Կ    | Հ     | Ձ    | Ղ    | Ճ         | Մ       |
| lettere armene                                         | maiuscolo          | 0531 | 0532 | 0533 | 0534  | 0535  | 0536 | 0537 | 0538 | 0539 | 053A | 053B | 053C | 053D | 053E | 053F | 0540  | 0541 | 0542 | 0543      | 0544    |
| lettere armene                                         | minuscolo          | ա    | բ    | գ    | դ     | ե     | զ    | է    | ը    | թ    | ժ    | ի    | լ    | խ    | ծ    | կ    | հ     | ձ    | ղ    | ճ         | մ       |
| lettere armene                                         | minuscolo          | 0561 | 0562 | 0563 | 0564  | 0565  | 0566 | 0567 | 0568 | 0569 | 056A | 057B | 056C | 056D | 056E | 057F | 0570  | 0571 | 0572 | 0573      | 0574    |
| Romanizzazione dell'armeno classico o armeno orientale | ASCII puro         | a    | b    | g    | d     | e     | z    | e'   | y'   | t'   | zh   | i    | l    | x    | c'   | k    | h     | dz   | gh   | tw        | m       |
| Romanizzazione dell'armeno classico o armeno orientale | Hübschmann-Meillet | a    | b    | g    | d     | e     | z    | ê    | ə    | t῾   | ž    | i    | l    | x    | c    | k    | h     | j    | ł    | č         | m       |
| Romanizzazione dell'armeno classico o armeno orientale | ISO 9985           | a    | b    | g    | d     | e     | z    | ē    | ë    | t'   | ž    | i    | l    | x    | ç    | k    | h     | j    | ġ    | č̣         | m       |
| Romanizzazione dell'armeno classico o armeno orientale | BGN/PCGN           | a    | b    | g    | d     | e, ye | z    | e    | y    | t'   | zh   | i    | l    | kh   | ts   | k    | h     | dz   | gh   | ch        | m       |
| Romanizzazione dell'armeno classico o armeno orientale | ALA-LC             | a    | b    | g    | d     | e, y  | z    | ē    | ě    | tʿ   | zh   | i    | l    | kh   | ts   | k    | h     | dz   | gh   | ch        | m       |
| Romanizzazione dell'armeno occidentale                 | ALA-LC             | a    | p    | k    | t     | e, y  | z    | ē    | ě    | tʿ   | zh   | i    | l    | kh   | dz   | g    | h     | ts   | gh   | j         | m       |
| Romanizzazione dell'armeno occidentale                 | ASCII puro         | a    | p    | k    | t     | e     | z    | e'   | y    | t'   | zh   | i    | l    | x    | dz   | g    | h     | tz   | gh   | j         | m       |
|                                                        |                    |      |      |      |       |       |      |      |      |      |      |      |      |      |      |      |       |      |      |           |         |
| lettere armene                                         | maiuscolo          | Յ    | Ն    | Շ    | Ո     | Չ     | Պ    | Ջ    | Ռ    | Ս    | Վ    | Տ    | Ր    | Ց    | Ւ    | Փ    | Ք     | Օ    | Ֆ    | ՈՒ        |         |
| lettere armene                                         | maiuscolo          | 0545 | 0546 | 0547 | 0548  | 0549  | 054A | 054B | 054C | 054D | 054E | 054F | 0550 | 0551 | 0552 | 0553 | 0554  | 0555 | 0556 | 0548 0552 |         |
| lettere armene                                         | minuscolo          | յ    | ն    | շ    | ո     | չ     | պ    | ջ    | ռ    | ս    | վ    | տ    | ր    | ց    | ւ    | փ    | ք     | օ    | ֆ    | ու        | և       |
| lettere armene                                         | minuscolo          | 0575 | 0576 | 0577 | 0578  | 0579  | 057A | 057B | 057C | 057D | 057E | 057F | 0580 | 0581 | 0582 | 0583 | 0584  | 0585 | 0586 | 0578 0582 | 0587    |
| Romanizzazione dell'armeno classico o armeno orientale | ASCII puro         | y    | n    | sh   | vo    | ch    | p    | j    | rr   | s    | v    | t    | r    | c    | w    | p'   | k', q | o    | f    | u         | ev      |
| Romanizzazione dell'armeno classico o armeno orientale | Hübschmann-Meillet | y    | n    | š    | o     | č῾    | p    | ǰ    | r̄    | s    | v    | t    | r    | c῾   | w    | p῾   | k῾    | ô    | f    | u         | ev      |
| Romanizzazione dell'armeno classico o armeno orientale | ISO 9985           | y    | n    | š    | o     | č     | p    | ǰ    | ṙ    | s    | v    | t    | r    | c'   | w    | p'   | k'    | ò    | f    | ow        | ew      |
| Romanizzazione dell'armeno classico o armeno orientale | BGN/PCGN           | y    | n    | sh   | o, vo | ch'   | p    | j    | rr   | s    | v    | t    | r    | ts'  | w    | p'   | k'    | o    | f    | u         | ev, yev |
| Romanizzazione dell'armeno classico o armeno orientale | ALA-LC             | y, h | n    | sh   | o     | chʿ   | p    | j    | ṛ    | s    | v    | t    | r    | tsʿ  | w    | pʿ   | kʿ    | ō    | f    | u         | ew, ev  |
| Romanizzazione dell'armeno occidentale                 | ALA-LC             | y, h | n    | sh   | o     | chʿ   | b    | ch   | ṛ    | s    | v    | d    | r    | tsʿ  | w    | pʿ   | kʿ    | ō    | f    | u         | ew, ev  |
| Romanizzazione dell'armeno occidentale                 | ASCII puro         | h'   | n    | sh   | vo    | ch    | b    | ch'  | rr   | s    | v    | d    | r    | c    | w    | p'   | k', q | o    | f    | u         | ev      |

La scrittura armena include anche alcuni digrammi che sono spesso scritti con legature opzionali ma solo in minuscolo: և per եւ, ﬓ per մ‌ն, ﬔ per մ‌ե, ﬕ per մ‌ի, ﬖ per վ‌ն e ﬗ per մ‌խ.
Quando si incontrano tali legature si traslitterano decomponendo le singole lettere.